# کی هال
کِی هال (به انگلیسی: Kaye Hall) (زادهٔ ۱۵ مهٔ ۱۹۵۱) شناگر اهل ایالات متحده آمریکا است.